# Пол Сињак
Пол Виктор Жил Сињак (фр. Paul Victor Jules Signac; Париз, 11. новембар 1863 — Париз, 15. август 1935) био је француски сликар. Сињак је представник неоимпресионизма. Скупа са Сераом пронашао је и употребљавао технику поинтилизма, састављања слика из малих тачкица.
Као сликар Сињак је био аутодидакт. Његов узор је био Клод Моне и остали импресионисти. 1884. године је сусрео Жоржа Сераа и са њиме је развио правац који се према Серау звао дивизионизам.
Теме Сињакових слика су пре свега пејзажи са светлећим и јасним бојама.